# Сорболо
Со̀рболо (на италиански: Sorbolo, на местен диалект Sòrbol, Сорбол) е град в северна Италия, община Сорболо Медзани, провинция Парма, регион Емилия-Романя. Разположен е на 34 m надморска височина.